# Cheri-Bibi
Cheri-Bibi è un film del 1931 diretto da Carlos F. Borcosque. La sceneggiatura si basa sul romanzo Chéri-Bibi et Cécily di Gaston Leroux, pubblicato a Parigi nel 1913.
È la versione in spagnolo de Il fantasma di Parigi, film MGM uscito nel 1931 e interpretato da John Gilbert, Leila Hyams e Lewis Stone.

## Produzione
Il film, che fu prodotto dalla Metro-Goldwyn-Mayer (MGM), venne girato dal 7 gennaio al 2 febbraio 1931.

## Distribuzione
Distribuito dalla Metro-Goldwyn-Mayer (MGM), il film venne presentato a San Juan, a Porto Rico, il 30 maggio 1931. Il 2 ottobre dello stesso anno, uscì negli Stati Uniti, a Los Angeles.